# Bootshaus (Köln)

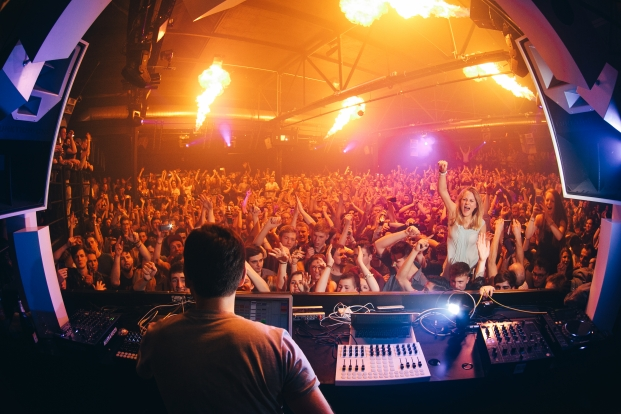
Bootshaus-Mainfloor (2015)

Das Bootshaus (ehemals Warehouse) ist eine Kölner Diskothek am Mülheimer Hafen im Stadtteil Mülheim. Der Schwerpunkt liegt auf elektronischer Tanzmusik und EDM-Genres wie Electro-House und Trap, es werden aber auch weitere Genres wie Dubstep, Hardstyle, Techno und Afro House gespielt. 

## Geschichte
1991 eröffnete das Warehouse in Köln als einer der frühen Veranstaltungsorte der Technokultur in Deutschland. Daraus entstand 2004 das heutige Bootshaus an der Deutzer Werft. Bekanntheit erlangte der Club zu Beginn durch seine Loonyland Partyreihe, welche von Ulrich Rauschenberger (U-Lee) und Sascha Weber organisiert wurden. Ersterer ist bis heute für die Bookings verantwortlich. Seit 2012 ist das Bootshaus im Besitz von Fabian Thylmann. Als Betreiber wurde die Bootshaus Cologne GmbH gegründet, die durch Tom V. Thomas als Geschäftsführer vertreten wird. Thomas ist außerdem Geschäftsführer der Diskotheken Vanity und Flamingo Royal sowie des Restaurants Café de Paris und Veranstalter des Nibirii und Blacklist Festivals.

## Veranstaltungsort
Das Bootshaus befindet sich auf dem Kölner Werftgelände unter der Zoobrücke in Köln-Deutz. Der Club verfügt über drei Räume und einen Außenbereich. Der Main Floor bietet Platz für über 1000 Gäste, die von 2012 bis Februar 2024 von einem Funktion-One-Soundsystem beschallt wurden. Im Februar 2024 wurde dann auf ein L'Acoustics Soundsystem umgerüstet. Die BLCKBX (zweiter Raum) wird durch eine Ventilatoren-Decke dominiert, die durch Skulpturen rundherum an den Wänden ergänzt wird.
Seit März 2016 beherbergt das Bootshaus ebenfalls den Kult-Kopf vom US-Künstler Elmer Presslee, der diesen 2010 auf der ART.FAIR baute.

## Musik und DJs
Bekannt ist das Bootshaus vor allem für EDM-Genres wie Electro-House, Big-Room, Future-Bass und EDM Trap, es werden aber auch Künstler aus Genres wie Dubstep, Hardstyle, Hardtrance, Hardcore Techno, Drum & Bass und Afro House  gebucht. Im Bootshaus spielten bereits DJs und Live-Acts wie Afrojack, Armin van Buuren, Avicii, Bassjackers, Blasterjaxx, David Guetta, Deadmau5, Dimitri Vegas & Like Mike, Diplo, DJ Robin, DJ Snake, Don Diablo, Felix Jaehn, Hardwell, Headhunterz, Amelie Lens, Ostblockschlampen, Robin Schulz, Shaquille O’Neal (DJ Diesel), Skrillex, Solomun, Steve Aoki, Tiësto, W&W, Yellow Claw oder Zedd.
Die einzelnen Veranstaltungen gliedern sich in der Regel in verschiedene Partyreihen, teils auch in Kooperation mit externen Veranstaltern.

## Festivals
Das Bootshaus ist Bestandteil einiger großer Festivals, so ist das Bootshaus u. a. auch mit eigener Bühne auf Großveranstaltungen wie dem BigCityBeats World Club Dome und dem Parookaville Festival in Weeze vertreten.
Im August 2017 fand das vom Bootshaus organisierte Festival Springinsfeld am Fühlinger See statt.
Seit 2019 veranstaltete die Bootshaus Cologne GmbH jährlich zwei Festivals: Das Nibirii Festival am Dürener Badesee (1. Juni 2019) und das Blacklist Festival in der Turbinenhalle Oberhausen.

## Auszeichnungen
In der jährlichen Leserumfrage des DJ Magazine erreichte das Bootshaus 2013 mit Platz 48 erstmals eine Top-100-Platzierung. Im Jahr 2018 wurde der Club auf Platz 11, im Jahr 2019 weltweit auf Platz 8 und deutschlandweit auf Platz 1 gewählt. 2020 gelangte das Bootshaus auf Platz 6 und 2021 mit dem 5. Platz erstmals unter die weltweiten Top Five. Des Weiteren schaffte es das Bootshaus 2019 auf Platz 2 des FazeMag Jahrespolls und wurde vom LEA Award als „bester Club 2019“ ausgezeichnet. Im Jahr 2022 wurde das Bootshaus in der Leserumfrage des DJ Mag erneut auf den fünften Platz der Top 100 Clubs gewählt, und erreichte somit wiederholt die beste Platzierung eines deutschen Clubs in dieser Rangliste. Dies gelang dem Club 2023 mit dem 6. Platz und 2025 mit dem 7. Platz erneut.

### DJ Magazines Top 100 Clubs
| Jahr | Platzierung | Anmerkungen | Einzelnachweis |
| ---- | ----------- | ----------- | -------------- |
| 2013 | 48          | Neuaufnahme | [ 20 ]         |
| 2014 | 32          | —           | [ 21 ]         |
| 2015 | 22          | —           | [ 22 ]         |
| 2016 | 17          | —           | [ 23 ]         |
| 2017 | 15          | —           | [ 24 ]         |
| 2018 | 11          | —           | [ 25 ]         |
| 2019 | 8           | —           | [ 26 ]         |
| 2020 | 6           | —           | [ 27 ]         |
| 2021 | 5           | —           | [ 28 ]         |
| 2022 | 5           | —           | [ 29 ]         |
| 2023 | 6           | —           | [ 30 ]         |
| 2024 | 5           | —           | [ 31 ]         |
| 2025 | 7           | —           | [ 32 ]         |

## Belege
1. ↑  Bootshaus: Youporn-Macher involviert? In: virtualnights.com. 13. Dezember 2012, abgerufen am 5. Januar 2018.
2. ↑  Impressum. In: Bootshaus Club. Abgerufen am 13. Februar 2024.
3. 1 2  Tür, Drogen, Standort: Kölns Bootshaus-Chef von A bis Z – und wieso Handys ihn stören. 31. August 2019, abgerufen am 13. Februar 2024.
4. ↑  Jan-Peter Wulf: Gastronom und Clubbetreiber Tom Thomas, Köln: „Es geht manchmal mehr ums perfekte Foto als um die perfekte Party“. In: nomyblog. 6. Februar 2018, abgerufen am 13. Februar 2024 (deutsch).
5. ↑  Kult Kopf im Bootshaus. In: bild.de. Abgerufen am 1. April 2016.
6. ↑  David Fuchs: Bootshaus in Köln präsentiert neue Afro-House-Eventreihe. In: Faze Magazin. 8. März 2024, abgerufen am 11. März 2024.
7. ↑  Dominik Knur: Hardstyle, Dubstep und Techno: Welche Regeln beim Einlass ins Bootshaus in Köln gelten. 7. Juli 2023, abgerufen am 13. Februar 2024.
8. ↑  Bootshaus. In: worldclubdome.com, (Memento vom 23. April 2015 im Webarchiv archive.today)
9. ↑  Arad Javaheri: Bernd Dicks: So ist PAROOKAVILLE entstanden – Episode 004. 5. November 2020, abgerufen am 13. Februar 2024 (amerikanisches Englisch).
10. ↑  Aachener Zeitung: Elektromusik am Badesee: „Nibirii“-Festival: Diese Künstler treten auf. Abgerufen am 27. März 2019.
11. ↑  Blacklist Festival. In: Offizielle Website. 13. April 2023, abgerufen am 13. Februar 2024 (amerikanisches Englisch).
12. ↑  DJ Mag Poll Clubs 2019. In: djmag.com. 26. April 2019, abgerufen am 27. April 2019 (englisch).
13. ↑  Poll Clubs 2017: Bootshaus. In: DJMag.com. 22. März 2018, abgerufen am 21. April 2018.
14. ↑  Top 100 Clubs 2021. Abgerufen am 7. September 2021.
15. ↑  FAZEmag-Jahrespoll 2019: Club. In: FAZEmag -. 19. Februar 2020, abgerufen am 9. April 2020 (deutsch).
16. ↑  PRG Live Entertainment Award: Preisträger:innen und Nominierte des 15. PRG Live Entertainment Award. Abgerufen am 7. September 2020.
17. ↑  DJ Mag Top 100 Clubs 2022: 600k people vote in this year's poll of the world's best clubs. 28. Juni 2022, abgerufen am 25. Juli 2022 (englisch).
18. ↑  Christian Schröter: »DJ Mag« Ranking 2023: Das Bootshaus landet erneut in den Top 10 der besten Clubs weltweit und verteidigt seinen Platz als bester Club Deutschlands, Gütsel Online, Gütersloh, OWL live. 25. Mai 2023, abgerufen am 13. Februar 2024.
19. ↑  Warum ein Kölner Club zum besten Deutschlands gekürt wurde auf T-Online vom 10. April 2025
20. ↑  Top 100 Clubs 2013. DJ Mag (englisch).
21. ↑  Top 100 Clubs 2014. DJ Mag (englisch).
22. ↑  Top 100 Clubs 2015. DJ Mag (englisch).
23. ↑  Top 100 Clubs 2016. DJ Mag (englisch).
24. ↑  Top 100 Clubs 2017. DJ Mag (englisch).
25. ↑  Top 100 Clubs 2018. DJ Mag (englisch).
26. ↑  Top 100 Clubs 2019. DJ Mag (englisch).
27. ↑  Top 100 Clubs 2020. DJ Mag (englisch).
28. ↑  Top 100 Clubs 2021. DJ Mag (englisch).
29. ↑  Top 100 Clubs 2022. DJ Mag (englisch).
30. ↑  Top 100 Clubs 2023. DJ Mag (englisch).
31. ↑  Top 100 Clubs 2024. DJ Mag (englisch).
32. ↑  Top 100 Clubs 2025. DJ Mag (englisch).

Koordinaten: 50° 57′ 5,7″ N, 6° 58′ 56,9″ O